# Ogașu Bora
- Pentru alte utilizări ale numelui Bora, vedeți pagina Bora (dezambiguizare).

Ogașu Bora este un curs de apă, afluent de dreapta al râului Bora. 

## Hărți
- Harta Munții Lotrului Hărți Mielu Arhivat în 6 mai 2008, la Wayback Machine.